# Pavetta refractifolia
Pavetta refractifolia är en måreväxtart som beskrevs av Karl Moritz Schumann. Pavetta refractifolia ingår i släktet Pavetta och familjen måreväxter. Inga underarter finns listade i Catalogue of Life.